# Заварин, Валерий Иванович
Валерий Иванович Заварин (26 июля 1949, Ленинград — 3 января 2010, Санкт-Петербург) — известный джазовый музыкант, тромбонист, вокалист, аранжировщик, бэнд-лидер, участник многих отечественных и зарубежных эстрадных и джазовых коллективов, один из самых ярких представителей традиционной джазовой сцены.

## Биография
С детства увлекся музыкой, осваивал фортепиано, посещал музыкальную школу; в 12 лет, услышав записи тромбонистов Jack Teagarden и Kid Ory, решил посвятить жизнь игре на тромбоне. С 1962 года обучался по классу тромбона в Ленинградском дворце пионеров, играл в духовом оркестре. 
В 1966—1967 годах учился в Институте холодильной промышленности. В 1967 году поступил в Институт советской торговли имени Ф. Энгельса, откуда был исключен в 1970 году.
В 1965 году приглашён в диксиленд трубача Вадима Григорьева.
В 1966—1970 годах играл в оркестрах Геннадия Дмитриева, Израиля Атласа, Льва Колмановича, Анатолия Бадхена, Иосифа Вайнштейна, Алексея Канунникова (джаз-бэнд гостиницы «Советская», оркестр «Геофизика»), посещал джем-сейшны джаз-клуба «Квадрат», руководил собственными составами, возглавлял самодеятельные коллективы в ленинградских молодёжных кафе «Ровесник» («Серая лошадь»), «Белые ночи», «Сонеты», «Эврика» и других. Играл почти во всех диксилендовых коллективах города, а также с первыми ленинградскими рок-группами «Кочевники» («Савояры»), «Мифы».
В 1970—1972 годы проходил службу в Ансамбле песни и пляски Ленинградского военного округа, играл джаз в малом составе внутри духового оркестра. Во время службы принимал участие в джемах с оркестрантами Дюка Эллингтона, приехавшими на гастроли в Ленинград в 1971 году и музыкантами биг-бэнда Тэда Джонса — Мэла Льюиса в 1972 году.
По возвращении из армии приглашен в джаз-оркестр «Орфей» мульти-инструменталиста Ярослава Тлисса, где вместе с саксофонистом оркестра Олегом Кувайцевым занимался аранжировками.
В 1976 году играл в составе ансамбля пианиста Григория Клеймица, где солировала Ирина Понаровская.
В 1977 году при участии трубача Георгия Чикова и саксофониста Виталия Смирнова создал популярный ансамбль традиционного джаза «Невская восьмерка» («Neva river eight jazz-band»).
В 1979—1980 годах непродолжительное время играл в оркестре Иосифа Вайнштейна при варьете гостиницы «Ленинград».
В 1981 году поступил на эстрадно-джазовое отделение музыкального училища имени М. Мусоргского, которое окончил в 1986 году.
Выступал на джазовых фестивалях «Осенние ритмы» (1983—1988) в составе биг-бэнда «Дипломант» Игоря Чернышова и ансамбля «Невская восьмерка», а также на многих других советских фестивалях.
В 1985 году — в составе оркестра «Современник» пианиста Анатолия Кролла.
В 1985—1986 годах аккомпанировал Ларисе Долиной в составе ансамбля пианиста и аранжировщика Анатолия Миончинского.
В конце 1980-х — начале 1990-х годов играл в джаз-оркестре Виталия Понаровского при варьете гостиницы «Москва».
В 1991 году создал ансамбль традиционного джаза «St.Petersburg stompers»; пишет оригинальные аранжировки к произведениям из репертуара раннего джаза, часть из которых впоследствии будет использовать ансамбль «Уральский диксиленд». Совместно с ансамблем «St.Petersburg stompers» гастролирует в Швеции, Дании, Германии.
В 1995—1997 годах работал за рубежом (Великобритания, Германия, Швеция и другие страны), выступая в составе «Уральского диксиленда» трубача Игоря Бурко. Принимал участие в совместных записях «Уральского диксиленда» с такими легендами джаза как Chris Barber, Kenny Ball, Nat Gonella, Beryl Bryden.
С 1999 года вёл класс тромбона в Музыкальном училище имени Н. А. Римского-Корсакова, а с 2000 года и в Музыкальном училище имени Мусоргского.
Умер в ночь со 2 на 3 января 2010 года; похоронен в Санкт-Петербурге.

## Дискография
- 1977 — Аркадий Северный и «Ленинградский диксиленд» (Ленинград, октябрь 1977 г.)
- 1982 — Джаз-оркестр «Дипломант» — «Диско-клуб № 9. Джазовые композиции» (фирма "Мелодия, 1983 г.)
- 1983 — «Невская восьмерка» — «Коллаж. Джаз-ансамбли Ленинграда» (фирма «Мелодия», 1984 г.)
- 1983 — Джаз-оркестр «Дипломант» — «Осенние ритмы-83. С концертов ленинградского фестиваля джазовой музыки» (фирма «Мелодия», 1985 г.)
- 1984 — «Невская восьмерка» — «Коллаж-2. Джаз-ансамбли Ленинграда» (фирма «Мелодия», 1985 г.)
- 1986 — Лариса Долина — «Затяжной прыжок» (фирма «Мелодия», 1986 г.)
- 1986 — Джаз-оркестр «Дипломант» — «Осенние ритмы-86. С концертов ленинградского фестиваля джазовой музыки» (фирма «Мелодия», 1987 г.)
- 1987 — «Невская восьмерка» и Лев Щеголев (труба) — Запись на Ленинградском Радио
- 1987 — «Невская восьмерка» — «Фиджита» (фирма «Мелодия», 1988 г.), в качестве соавтора аранжировок
- 1990 — «Невская восьмерка» — OST к/ф «Когда святые маршируют» (Ленфильм, 1991 г.)
- 1991 — Игорь Корташев и ансамбль «Братья Жемчужные» — Запись на студии «„Титаник“ на Фонтанке», декабрь 1991 г. — январь 1992 г. (фирма «Мелодия» и «CerKon Rec.», 1992 г.)
- 1991 — «St.Petersburg stompers» п/у В.Заварина — Запись на Моховой (не сохранилась)
- 1992 — «St.Petersburg stompers» п/у В.Заварина — «Концерт в Театре Эстрады»
- 1992 — Vitaly Krestovsky — «Hey, you, restaurant life» (фирма «Мелодия» и «CerKon Rec.», 1992 г.)
- 1992 — Nikolai Rezanov — «Stood i once watching» (фирма «Мелодия» и «CerKon Rec.», 1992 г./ Kismet records Co., New-York, 1994 г.)
- 1992 — Alexander Lobanovsky — «Greatest hits» (фирма «Мелодия» и «CerKon Rec.», 1993 г.)
- 1992 — «Невская восьмерка» — «Концерт в ресторане „Виктория“, презентация пластинок»
- 1993 — «Nona brass band of popular jazz» п/у В.Мусорова на петербургском радио
- 1995 — объединённый состав «Spb. Stompers Jazz Band» (анс. В.Заварина) & Neva River Eight Jazz Band (Невская восьмерка) на Невском (запись на диктофон)
- 1995 — «Уральский диксиленд» — «America meets Russia»
- 1995 — «Уральский диксиленд» — «Russia meets America»
- 1996 — Chris Barber & «Уральский диксиленд» — «Uralski All-Stars meets Chris Barber»
- 1998 — Джаз-оркестр «Дипломант» — «Diplomant Band, conducted by Igor Chernishov»
- 2004 — «St.Petersburg stompers» п/у В.Заварина — «Сорок квадратных лет» (Санкт-Петербург, Театр Эстрады им. А. И. Райкина, декабрь 2004 г.)
- 2005 — «4 brata & lopata octet» — «Shining hour. Деффективный концерт» (Санкт-Петербург, НИИ Ленпроект, 26.10.2005 г.)
- 2005 — Михаил Лоов и «4 brata & lopata octet» (Kismet records Co., New-York, 2006 г.)
- 2006 — Михаил Лоов — «Xa-xa-music. Vol.1,2» (Kismet records Co., New-York, 2006 г.)

- 2008 — Юрий Ильченко и группа «Финский Zaлив»

## Фильмография
- 1985 — «Зимний вечер в Гаграх» (тромбонист оркестра)
- 1991 — «Когда святые маршируют» (тромбонист ансамбля «Невская восьмерка»)
- 1993 — «Ты у меня одна» (тромбонист, руководитель оркестра)
- 1993 — программа «Телекурьер» — «Sweet Georgia Brown» (ансамбль «St.Petersburg stompers»)